# 翔安区
翔安区（しょうあんく）は、中華人民共和国福建省廈門市に位置する市轄区。従来、同安区に属していた地区の一部が2003年に分離された。

## 歴史
翔安区の歴史は西晋の太康3年（282年）にさかのぼることができ、同安県翔風里（現在の新店街道・馬巷街道の一部、大嶝街道と金門県）と民安里（現在の新店街道・馬巷街道の一部、内厝鎮）に属した。中華民国が実効支配する金門島をめぐって、砲撃戦などが繰り広げられた歴史がある。2003年4月26日に同安区から5鎮を分離し翔安区となった。

## 名称
晋代の行政区画名である翔風里と民安里から各1字を取り、音から吉祥平安を連想させる行政区画名とした。

## 行政区画
下部に7街道、2鎮を管轄する。
- 街道
  - 大嶝街道、馬巷街道、民安街道、鳳翔街道、新店街道、金海街道、香山街道
- 鎮
  - 新圩鎮、内厝鎮

## 観光
- 大嶝島
  - 小額貿易対台交易市場
  - 英雄三島戦地観光園
  - 嶝崎干潟
- 小嶝島
  - 月亮湾沙灘
- 香山省級風景名勝区
- 池王宮
- 古宅渓園内渓谷

## 交通
鉄道は、区内を福廈線が通るが、駅はなく、主に厦門駅が利用されている。
高速道路は、瀋海高速道路が通り、馬巷インターチェンジがある。厦門島とは有料の海底トンネルである翔安隧道で結ばれており、バス路線が用意されている。金門島と橋で結ぶ構想がある。
航空施設として、既存の廈門高崎国際空港や近隣の泉州晋江空港の能力が飽和するのに備えて、翔安に新空港建設の構想がある。